# Urgonina
Urgonina es un género de foraminífero bentónico de la subfamilia Dictyoconinae, de la familia Orbitolinidae, de la superfamilia Orbitolinoidea, del suborden Orbitolinina y del orden Loftusiida. Su especie tipo es Urgonina protuberans. Su rango cronoestratigráfico abarca el Barremiense (Cretácico inferior).

## Discusión
Clasificaciones previas incluían Urgonina en el suborden Textulariina del orden Textulariida o en el orden Lituolida.

## Clasificación
Urgonina incluye a la siguiente especie:
- Urgonina protuberans †

En Urgonina se ha considerado el siguiente subgénero:
- Urgonina (Parurgonina), aceptado como género Parurgonina